# ريجنالد رايس
ريجنالد رايس (14 نوفمبر 1868 في المملكة المتحدة - 11 فبراير 1938 في المملكة المتحدة)  (بالإنجليزية: Reginald Rice)‏ هو لاعب كريكت بريطاني (وحمل سابقاً جنسية المملكة المتحدة لبريطانيا العظمى وأيرلندا). لعب مع نادي مقاطعة غلوستر للكريكت ‏ ونادي الكريكت في جامعة أكسفورد ‏.

## وصلات خارجية
- ريجنالد رايس على موقع إي آس بي آن كريك إنفو (الإنجليزية)